# Zalán Magda
Zalán Magda (Medgyes, 1936. május 22. – 2013. augusztus 3.) író, műfordító, újságíró.
Cikkeket, elbeszéléseket, rádió- és tv-játékokat írt olaszul és fordított magyarról olaszra.

## Életpályája
1939-ben került Erdélyből Budapestre; iskoláit itt végezte el.
1955–1965 között a Magyar Rádió kultúrális rovatának külső munkatársa volt. 1956–1961 között az Eötvös Loránd Tudományegyetem Bölcsészettudományi Kar angol-magyar szakán tanult.
1965-ben Olaszországba távozott; Rómában az olasz rádió, tv és több lap munkatársa volt.
1975-ben Kanadába költözött; Torontoban a CBC rádió számára interjúkat készített. 1979-ben The Podium néven irodalmi kabarét alapított; magyar írók műveit fordította le.
1985–2000 között Washingtonban az Amerika Hangja magyar osztályának munkatársa volt. 2001-ben hazatelepült. 

## Családja
Szülei Zalán István és Szász Anna voltak. 1985-ben házasságot kötött Tessényi János (1931–1987) operaénekessel. Egy fia született: András (1972–).

## Művei
- In a Big Ugly House Far from Here (elbeszélés, Victoria-Torontó, 1982)
- Stubborn People (irodalmi portrék, Toronto, 1985)
- Barátok a magosban (művészportrék, 1995)
- Zombory Éva (Bélyegalbum, 1995)
- Részletek nem készülő önéletrajzomból (1996)
- Felhő árnyéka vízen (önéletrajzi elbeszéléek, 1998)
- Hazatérő vidám földműves – Érzelmes utazás Itáliában (1999)
- Négykezes. Arcok közelből és távolról (irodalmi portrék, interjúk, 2002)

## Díjai
- Pro Cultura Hungarica díj (1999)
- Aranytoll (2004)